# NK Kuzmica
NK Kuzmica je nogometni klub iz Kuzmice, mjesta u sastavu grada Pleternice.

## Povijest
Klub je osnovan 1966. godine pod imenom Borac, a od 2005. do 2019. godine nosi ime NK Tim osvježenje. Od 2019. se natječe pod imenom NK Kuzmica
Trenutačno se natječe u međužupanijskoj ligi (Požeško-slavonska i Brodsko-posavska). Prije osnivanja ove lige 2019. godine, natjecali su se u 1. ŽNL Požeško-slavonskoj iz koje nikada nisu ispali od ulaska u viši rang natjecanja.
Klub je u sezoni 2005./06. igrao finale kupa PŽS protiv NK Slavije ali je izgubio ukupnim rezultatom 2:5 (2:2, 0:3). U finalu su izgubili i sljedeće sezone 2006./07. od Slavonije iz Požege.
Klub je osvojio četiri naslova prvaka u 1. ŽNL te je uz NK Kutjevo najuspješniji klub u ligi. U sezoni 1997./98. klub je osvojio naslov prvaka bez poraza uz tri neriješena rezultata. U toj sezoni ostvario je i najveću pobjedu u povijesti pobijedivši Slavoniju iz Prekopakre s 22:0. Naslov prvaka osvojili su još u sezonam 2005./06., 2009./10. i 2015./16.